# 丸山歩夢
丸山 歩夢（まるやま あゆむ、2001年11月2日 - ）は、日本の俳優、元子役である。
キャロット所属。

## 人物
- テアトルアカデミー・劇団コスモス幼稚部出身。2005年、マクドナルドのCMでデビュー。
- 利き手は左手である。

## 出演

### テレビドラマ
- 偽りの花園（2006年、東海テレビ） - 早瀬川進一 役
- NHK大河ドラマ
  - 功名が辻（2006年） - 拾 役
  - 風林火山（2007年） - 葛笠与吉 役
  - 龍馬伝 第45回（2010年） - 三吉米熊 役
  - 平清盛（2012年） - 清太 役
- 女の一代記（2007年、フジテレビ） - 内藤雅文 役
- 蒼い瞳とニュアージュ（2007年、WOWOW）
- 仮面ライダーキバ 第21話（2008年、テレビ朝日） - 音也（幼少） 役
- 日曜劇場 本日も晴れ。異状なし（2009年、TBS） - 玉城星太 役
- アタシんちの男子（2009年、フジテレビ） - 大蔵力 役
- オルトロスの犬 第2話（2009年、TBS） - トモキ 役
- マイガール 第4話（2009年10月、テレビ朝日） - 川原裕介 役

### 映画
- The Boat（2008年） - 翔 役
- のんちゃんのり弁（2009年） - 同級生 役
- ノーボーイズ,ノークライ（2009年） - 翔 役
- ワラライフ!!（2010年） - 主人公（幼少） 役
- おかえり、はやぶさ（2012年）
- 東京家族（2013年） - 平山勇 役
- 竜宮、暁のきみ（2013年） - 乙武優太 役

### CM
- 日本マクドナルド ハッピーセット〜ハローキティ&しんかんせん（2005年）